# Richard Franchot

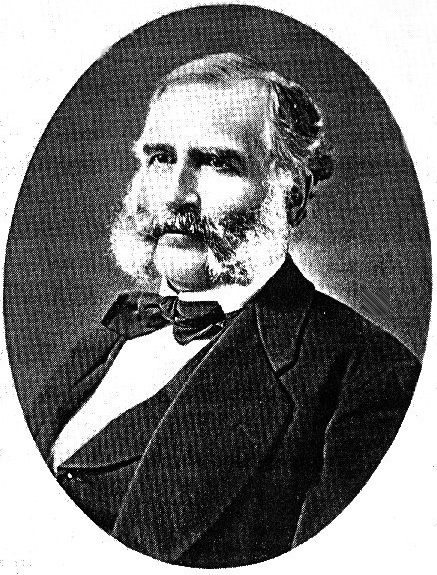
Richard Hansen Franchot

Richard Hansen Franchot (* 2. Juni 1816 in Morris, New York; † 23. November 1875 in Schenectady, New York) war ein US-amerikanischer Politiker. Zwischen 1861 und 1863 vertrat er den Bundesstaat New York im US-Repräsentantenhaus.

## Werdegang
Richard Franchot wurde ungefähr ein Jahr nach dem Ende des Britisch-Amerikanischen Krieges in Morris im Otsego County geboren. Er besuchte öffentliche Schulen, die Hartwick Academy und die Cherry Valley Academy. Dann studierte er Bauingenieurwesen am Rensselaer Polytechnic Institute in Troy. Er diente dann mehrere Jahre als Präsident der Albany and Susquehanna Railroad. Politisch gehörte er der Republikanischen Partei an.
Bei den Kongresswahlen des Jahres 1860 für den 37. Kongress wurde Franchot im 19. Wahlbezirk von New York in das US-Repräsentantenhaus in Washington, D.C. gewählt, wo er am 4. März 1861 die Nachfolge von James H. Graham antrat. Da er auf eine erneute Kandidatur im Jahr 1862 verzichtete, schied er nach dem 3. März 1863 aus dem Kongress aus.
Er zog nach Schenectady. Während des Bürgerkrieges hob er das 121. Regiment der New York Volunteer Infanterie aus. Sein Offizierspatent zum Colonel erhielt er am 23. August 1862. Eine Beförderung zum Brevet-Brigadegeneral der United States Volunteers folgte am 13. März 1865. Nach dem Ende des Krieges arbeitete er für die Central Pacific Railroad. Am 23. November 1875 verstarb er in Schenectady und wurde dann auf dem Vale Cemetery beigesetzt. Sein Urenkel war der Schauspieler Franchot Tone.